# 알제리저빌
알제리저빌(Gerbillus garamantis)은 황무지쥐아과에 속하는 설치류의 일종이다. 주로 알제리에 분포한다. 자연 서식지는 사막 기후 지역이다. 발루치스탄저빌(G. nanus )의 이명으로 간주하기도 한다.